# 金氏劍齒虎
金氏劍齒虎（Ginsburgsmilus）是已經滅絕的巴博劍齒虎科下的一個屬，該屬的劍齒虎生活在中新世的非洲。其下唯一已知的種Ginsburgsmilus napakensis 的化石記錄可追溯到2000-1900萬年前。

## 分類學
Ginsburgsmilus由豪爾赫·莫拉萊斯（Jorge Morales）等人於2001年命名，最初的名稱是Afrosmilus turkanae。 並在2004年至2006年被指定屬於巴博劍齒虎科。

## 外部連結
- A new tribe, new genus and two new species of Barbourofelinae （页面存档备份，存于）